# Arianna Savall i Figueras
Arianna Savall i Figueras (Basilea, Suïssa, 1972) és una soprano, compositora i arpista catalana reconeguda internacionalment, filla del músic igualadí Jordi Savall i de la cantant Montserrat Figueras, i germana de Ferran Savall.
Va estudiar dos anys d'arqueologia i posteriorment va decidir bolcar-se completament al món de la música, seguint el camí dels seus pares. Començà l'estudi de l'arpa clàssica amb Magdalena Barrera i de cant amb Maria Dolors Aldea l'any 1991 al conservatori de Terrassa, on va rebre els seus diplomes d'arpa i cant.
L'any 1992 va començar a estudiar interpretació històrica amb Rolf Lislevand al conservatori de Tolosa de Llenguadoc, i seguí diversos cursos amb Andrew Lawrence-King, Hopkinson Smith i els seus pares. El 1996 tornà a Suïssa per seguir un seminari dirigit per Kurt Widmer a la Schola Cantorum Basiliensis. En paral·lel, s'especialitzà en arpes històriques amb Heidrun Rosenzweig. Debutà l'any 2000 com a cantant al Teatre de Basilea amb L'opera seria de Florian Leopold Gassmann (1769) dirigida per Carlos Harmuch.
Va tocar durant deu anys amb el grup dels seus pares, del qual es va separar l'any 2008 per crear el seu propi grup, Hirundo Maris, juntament amb el músic noruec Petter Udland Johansen, especialitzat en la música antiga i la creació pròpia de música mediterrània i nòrdica.
S'ha dedicat a la música clàssica i antiga, així com moderna, combinant instruments antics amb moderns incloent l'arpa barroca, celta i gòtica. Ha actuat per Europa, Escandinàvia, els Estats Units, Sud-amèrica, Austràlia, Japó, Nova Zelanda i Israel, i ha participat en nombroses gravacions com a cantant i arpista.

## Discografia
- Peiwoh, 2009 (Alia Vox)[5]
- Bella Terra, 2003, àlbum solista
- Nuove Musiche amb Rolf Lislevand
- Il viaggio d'Amore (Hirundo Maris)
- Du temps & de l'instant
- Chants du Sud et du Nord, 2012 (Hirundo Maris)
- Joyssance vous donneray - amb Il Desiderio
- Sopra la Rosa
- Ninna Nanna
- Alfabeto
- Harmonie Universelle
- Diáspora Sefardí
- Carlos V
- José Marín
- La Folia
- Villancicos y danzas criollas
- L'Orfeo